# Чжаньцянь
Чжаньця́нь (кит. упр. 站前, пиньинь Zhànqián) — район городского подчинения городского округа Инкоу провинции Ляонин (КНР). Политический, экономический и культурный центр Инкоу.

## История
Название района в переводе означает «перед станцией»; здесь в начале XX века была построена одна из станций КВЖД.
Административное деление Инкоу менялось много раз. После того, как в конце 1948 года в ходе гражданской войны город был взят войсками коммунистов, было отменено старое административное деление, и город был разбит на «зоны общественной безопасности». В 1950 году город был опять разбит на районы, которые получили не названия, а порядковые номера. В 1956 году районы с номерами с 1-го по 4-й были ликвидированы, а вместо них были образованы 9 уличных комитетов; вместо района № 5 был образован Пригородный район. В 1957 году были образованы районы Чжаньцянь, Синьхуа и Сиши, которым стали подчиняться 9 созданных годом ранее уличных комитетов.

## Административное деление
Район Чжаньцянь делится на 7 уличных комитетов.

## Соседние административные единицы
Район Чжаньцянь на западе выходит к Бохайскому заливу Жёлтого моря, на юго-западе граничит с районом Сиши, с остальных сторон окружён районом Лаобянь.